# Maurolicus muelleri

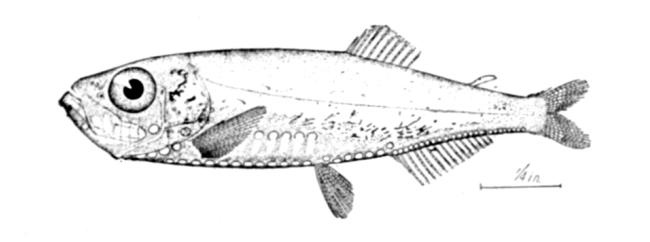
Maurolicus muelleri

Maurolicus muelleri és una espècie de peix pertanyent a la família dels esternoptíquids.

## Descripció
- Fa 8 cm de llargària màxima (normalment, en fa 4).
- És platejat amb el dors de color blau verdós.[3][4][5]

## Reproducció
Assoleix la maduresa sexual en arribar al seu primer any de vida. La posta (de 200-500 ous que suren a la superfície) té lloc entre el març i el setembre.

## Alimentació
Menja copèpodes i eufausiacis.

## Depredadors
És depredat per Argentina silus, Beryx splendens, Brama brama, Trachurus declivis, Trachurus mediterraneus, Hyperoglyphe japonica, Clupea harengus, Cyttus traversi, Gadiculus argenteus thori, Merlangius merlangus, Pollachius pollachius, Pollachius virens, Caelorinchus fasciatus, Coryphaenoides rupestris, Macruronus novaezelandiae, Merluccius albidus, Allocyttus verrucosus, Scomber australasicus, Thunnus albacares, Helicolenus dactylopterus, Helicolenus percoides, Lepidopus caudatus, Trichiurus lepturus, Zenopsis conchifera, Zenopsis nebulosus, Merluccius capensis, Merluccius paradoxus, Apogonops anomalus, Thunnus thynnus, Thunnus alalunga, Arctocephalus pusillus pusillus, Raja leopardus, Squalus acanthias, Squalus mitsukurii i Illex argentinus.

## Hàbitat
És un peix marí i batipelàgic que viu entre 0-1.524 m de fondària (normalment, entre 300 i 400).

## Distribució geogràfica
Es troba a l'Atlàntic oriental (des d'Islàndia i Noruega fins al Senegal -incloent-hi la Mediterrània occidental- i des de la República Democràtica del Congo fins a Namíbia), l'Atlàntic occidental (des del Canadà i el golf de Maine fins al golf de Mèxic, el mar Carib i l'estret de Magallanes), el Pacífic sud-oriental (Xile) i el Pacífic occidental.

## Costums
És mesopelàgic.

## Longevitat
Té una esperança de vida de 3 anys.

## Observacions
És inofensiu per als humans.